# 체액 면역

B세포 활성화는 체액의 면역 반응의 상당 부분을 차지한다.

체액성 면역(體液性免疫, 영어: humoral immunity) 또는 체액 면역은 백혈구의 일종인 B세포에 의하여 만들어진 항체에 의해 이루어지는 면역 반응을 말한다.
항원을 잡아먹은 수지상세포나 대식세포는 효소로 항원을 잘게 조각낸 후 소포체에서 만들어진 MHC Ⅱ와 항원 조각을 소포체 안에서 조립한 다음 세포막에 발현한다. naive T 세포(CD4)는 T세포항원수용체로 MHC Ⅱ와 항원 조각을 인식하여 작용 T 세포로 분화한다.
MHC Ⅱ인식하여 분화한 CD4 T 세포는 항원의 모양을 기억하게 되고, 같은 항원 조각과 MHC Ⅱ를 가지고 있는 B 세포를 만나면 그 B 세포를 분화하게 한다. 항원 조각을 가진 MHC Ⅱ가 열쇠라면 T 세포는 그 열쇠에 맞는 자물쇠가 되는 형태이고 다시 자물쇠인 T 세포는 B 세포 중 그 자물쇠에 맞는 열쇠 B 세포를 찾아내서 분화시킨 다음 대량으로 항체를 만들어 낼 수 있게 한다. 대량 생산된 항체는 혈액이나 림프액 등의 체액을 타고 돌면서 항원·항체 반응을 일으킨다. 혈액 속의 항체는 항원을 중화 또는 불활성화하고 대식세포가 잡아먹을 수 있도록 돕거나 또는 보체와 함께 직접 항원을 파괴하는 작용을 할 수 있다. 한번 만들어졌던 B세포들 중 일부는 기억 세포가 되어 남게 되고, 만일 두 번째로 같은 항원이 들어오는 경우 신속하게 분화하여 훨씬 빨리 대량의 항체를 만들어내게 된다. 이것이 '왜 한번 병을 앓으면 두 번째는 잘 걸리지 않는가'의 이유이며, 이를 인공적으로 이용하여 기억 세포를 미리 만드는 조작을 예방접종이라 한다.

## 같이 보기
- 면역계
- 면역